# Olympische Sommerspiele 1952/Teilnehmer (Panama)
| Gelbes Symbol für Goldmedaillen mit stilisierten Olympischen Ringen | Graues Symbol für Silbermedaillen mit stilisierten Olympischen Ringen | Braundes Symbol für Bronzemedaillen mit stilisierten Olympischen Ringen |
| ------------------------------------------------------------------- | --------------------------------------------------------------------- | ----------------------------------------------------------------------- |
| —                                                                   | —                                                                     | —                                                                       |

Panama nahm an den Olympischen Sommerspielen 1952 in der finnischen Hauptstadt Helsinki mit nur einem Sportler teil.
Seit 1928 war es die dritte Teilnahme eines panamaischen Teams an Olympischen Sommerspielen.

## Teilnehmer nach Sportart

### Gewichtheben
Federgewicht (bis 60 kg)
- Carlos Chávez
Wettkampf nicht beendet